# صبا امتياز
صبا امتياز (بالإنجليزية: Saba Imtiaz)‏ هي ناقدة موسيقية ومؤلفة وكاتبة سيناريو وصحفية باكستانية، ولدت في 1950 في كراتشي في باكستان.

## وصلات خارجية
- الموقع الرسمي